# Кумбрес-Майорес
Кумбрес-Майорес (ісп. Cumbres Mayores) — муніципалітет в Іспанії, у складі автономної спільноти Андалусія, у провінції Уельва. Населення — 1954 особи (2010).
Муніципалітет розташований на відстані близько 360 км на південний захід від Мадрида, 95 км на північ від Уельви.

## Демографія
Динаміка населення (INE ):